# Vishal-Shekhar
Vishal-Shekhar est un groupe indien de musique électronique, originaire de Bombay, Maharashtra. Il est composé de Vishal Dadlani et Shekhar Ravjiani. Le groupe est auteur de nombreuses chansons et musiques de films de Bollywood dont plusieurs, telles que Jhankaar Beats, Om Shanti Om, Salaam Namaste, Dus, Bluffmaster, Bachna Ae Haseeno, Dostana, Anjaana Anjaani et Ra.One, ont connu un succès notable. Ils sont également tous deux chanteurs de playback, Vishal Dadlani étant de plus parolier.
Par ailleurs, Vishal Dadlani est le chanteur du groupe de musique électronique, Pentagram et a officié comme vidéo-jockey sur la chaine de télévision musicale, Channel V. Shekhar Ravjiani a suivi une formation en musique classique indienne.

## Histoire
Les deux musiciens sont des amis d'enfance et se retrouvent par hasard sur la production de la musique du film PMKK. Ils se produisent ensemble depuis 1999, Pyaar Mein Kabhi Kabhi étant leur premier morceau produit ensemble. En 2016, Vishal-Shekhar collabore avec le groupe britannique The Vamps sur le single Beliya. À la suite de la réadaptation non autorisée de leur morceau Saki Saki pour le film Batla House, Vishal Dadlani menace de poursuites judiciaires tout auteur qui remixerait leurs morceaux sans autorisation.
Le duo fut les juges de l'émission de télé-réalité Indian Idol Junior saison 1.

## Distinctions

### Annual Central European Bollywood Awards
| Année | Catégorie           | Nomination                                       | Résultat   | Réf.   |
| ----- | ------------------- | ------------------------------------------------ | ---------- | ------ |
| 2005  | Meilleure chanson   | Dus Bahane (de Dus)                              | Nomination | [ 6 ]  |
| 2005  | Meilleure bande-son | Dus                                              | Nomination | [ 6 ]  |
| 2007  | Meilleure bande-son | Om Shanti Om                                     | Lauréat    | [ 7 ]  |
| 2007  | Meilleure chanson   | Dastaan-E-Om Shanti Om (extrait de Om Shanti Om) | Lauréat    | [ 7 ]  |
| 2007  | Meilleure chanson   | Main Agar Kahoon (extrait de Om Shanti Om)       | Nomination | [ 7 ]  |
| 2008  | Meilleure bande-son | Dostana                                          | Nomination | [ 8 ]  |
| 2008  | Meilleure bande-son | Bachna Ae Haseeno                                | Nomination | [ 8 ]  |
| 2008  | Meilleure chanson   | Khuda Jaane Om (extrait de Bachna Ae Haseeno)    | Nomination | [ 8 ]  |
| 2010  | Meilleure chanson   | Wallah Re Wallah (extrait de Tees Maar Khan)     | Nomination | [ 9 ]  |
| 2011  | Meilleure bande-son | Ra.One                                           | Lauréat    | [ 10 ] |

### Apsara Film and Television Producers Guild Award
| Année | Catégorie            | Nomination        | Résultat   | Réf.   |
| ----- | -------------------- | ----------------- | ---------- | ------ |
| 2008  | Meilleur réalisateur | Om Shanti Om      | Nomination | [ 11 ] |
| 2011  | Meilleur réalisateur | I Hate Luv Storys | Nomination | [ 12 ] |
| 2014  | Meilleur réalisateur | Chennai Express   | Nomination | [ 13 ] |

### Asian Film Awards
| Année | Catégorie            | Nomination   | Résultat | Réf.   |
| ----- | -------------------- | ------------ | -------- | ------ |
| 2008  | Meilleur compositeur | Om Shanti Om | Lauréat  | [ 14 ] |

### BIG Star Entertainment Awards
| Année | Catégorie                   | Nomination                             | Résultat   | Réf.   |
| ----- | --------------------------- | -------------------------------------- | ---------- | ------ |
| 2010  | Chanson la plus entraînante | Anjaana Anjaani                        | Nomination | [ 15 ] |
| 2010  | Chanson la plus entraînante | Sheila Ki Jawani (de Tees Maar Khan)   | Nomination | [ 15 ] |
| 2011  | Chanson la plus entraînante | Chammak Challo (extrait de Ra.One)     | Nomination | [ 16 ] |
| 2011  | Chanson la plus entraînante | The Dirty Picture                      | Nomination | [ 16 ] |
| 2012  | Chanson la plus entraînante | Radha (extrait de Student of the Year) | Nomination | [ 17 ] |
| 2012  | Chanson la plus entraînante | The Dirty Picture                      | Nomination | [ 17 ] |
| 2013  | Chanson la plus entraînante | Chennai Express                        | Nomination | [ 18 ] |

### Filmfare Awards
| Année | Catégorie                                    | Nomination          | Résultat   | Réf.   |
| ----- | -------------------------------------------- | ------------------- | ---------- | ------ |
| 2004  | R. D. Burman Award du nouveau talent musical | Jhankaar Beats      | Lauréat    | [ 19 ] |
| 2006  | Meilleur réalisateur                         | Dus                 | Nomination | [ 20 ] |
| 2008  | Meilleur réalisateur                         | Om Shanti Om        | Nomination | [ 21 ] |
| 2009  | Meilleur réalisateur                         | Dostana             | Nomination | [ 22 ] |
| 2011  | Meilleur réalisateur                         | Anjaana Anjaani     | Nomination | [ 23 ] |
| 2011  | Meilleur réalisateur                         | I Hate Luv Storys   | Nomination | [ 23 ] |
| 2012  | Meilleur réalisateur                         | Ra.One              | Nomination | [ 24 ] |
| 2013  | Meilleur réalisateur                         | Student of the Year | Nomination | [ 25 ] |
| 2014  | Meilleur réalisateur                         | Chennai Express     | Nomination | [ 26 ] |
| 2017  | Meilleur réalisateur                         | Sultan              | Nomination | [ 27 ] |
| 2020  | Meilleur réalisateur                         | Bharat              | Nomination |        |
| 2024  | Meilleur réalisateur                         | Pathaan             | En attente |        |

### Global Indian Music Academy Awards
| Année | Catégorie               | Nomination                           | Résultat   | Réf.   |
| ----- | ----------------------- | ------------------------------------ | ---------- | ------ |
| 2011  | Meilleure bande-son     | Sheila Ki Jawani (de Tees Maar Khan) | Nomination | [ 28 ] |
| 2011  | Meilleure album de film | Anjaana Anjaani                      | Nomination | [ 28 ] |
| 2011  | Meilleure album de film | Tees Maar Khan                       | Nomination | [ 28 ] |
| 2011  | Meilleur réalisateur    | Anjaana Anjaani                      | Nomination | [ 28 ] |
| 2012  | Meilleur réalisateur    | Ra.One                               | Nomination | [ 29 ] |
| 2012  | Meilleure bande-son     | Chammak Challo (de Ra.One)           | Lauréat    | [ 29 ] |
| 2012  | Meilleure album de film | The Dirty Picture                    | Nomination | [ 29 ] |
| 2012  | Meilleure album de film | Ra.One                               | Nomination | [ 29 ] |
| 2013  | Meilleure album de film | Student of the Year                  | Nomination | [ 30 ] |
| 2013  | Meilleure bande-son     | Radha (de Student of the Year)       | Nomination | [ 30 ] |
| 2013  | Meilleur réalisateur    | Student of the Year                  | Nomination | [ 30 ] |

### International Indian Film Academy Awards
| Année | Catégorie               | Nomination                         | Résultat   | Réf.   |
| ----- | ----------------------- | ---------------------------------- | ---------- | ------ |
| 2004  | Meilleur réalisateur    | Jhankaar Beats                     | Nomination | [ 31 ] |
| 2006  | Meilleur réalisateur    | Bluffmaster!                       | Nomination | [ 32 ] |
| 2006  | Meilleur réalisateur    | Dus                                | Nomination | [ 32 ] |
| 2009  | Meilleur réalisateur    | Dostana                            | Nomination | [ 33 ] |
| 2011  | Meilleur réalisateur    | I Hate Luv Storys                  | Nomination | [ 34 ] |
| 2012  | Meilleur réalisateur    | Ra.One                             | Nomination | [ 35 ] |
| 2012  | Meilleur enregistrement | Chammak Challo (extrait de Ra.One) | Lauréat    | [ 35 ] |

### Mirchi Music Awards
| Année | Catégorie                          | Nomination                           | Résultat   | Réf.   |
| ----- | ---------------------------------- | ------------------------------------ | ---------- | ------ |
| 2010  | Choix des auditeurs                | Sheila Ki Jawani (de Tees Maar Khan) | Lauréat    | ,      |
| 2010  | Album de l'année                   | Break Ke Baad                        | Nomination | ,      |
| 2011  | Meilleure chanson totem de l'année | Ooh La La (de The Dirty Picture)     | Lauréat    | ,      |
| 2011  | Album de l'année                   | Ra.One                               | Nomination | ,      |
| 2011  | Album de l'année                   | The Dirty Picture                    | Nomination | ,      |
| 2011  | Meilleur compositeur de l'année    | Ooh La La (de The Dirty Picture)     | Nomination | ,      |
| 2012  | Choix des auditeurs                | Radha (de Student of the Year)       | Lauréat    | ,      |
| 2012  | Choix des auditeurs                | Student of the Year                  | Lauréat    | ,      |
| 2012  | Chanson de l'année                 | Radha (de Student of the Year)       | Nomination | ,      |
| 2012  | Album de l'année                   | Student of the Year                  | Nomination | ,      |
| 2014  | Meilleur compositeur de l'année    | Manwa Laage (de Happy New Year)      | Nomination | [ 42 ] |
| 2016  | Meilleur compositeur de l'année    | Jag Ghoomeya (de Sultan)             | Nomination | [ 43 ] |
| 2016  | Album de l'année                   | Sultan                               | Nomination | [ 43 ] |
| 2017  | Album de l'année                   | Tiger Zinda Hai                      | Nomination | [ 44 ] |